# Рукомет у Србији
Рукомет у Србији се појављује још између два светска рата најпре у облику хазене, спорта који је сличан рукомету, а представља једну од његових претеча. После хазене бива актуелан велики рукомет (игра се на фудбалском терену) који код нас престаје да се игра 1958. године. Ту долазимо до малог рукомета, односно данашњег модерног рукомета. Новембра, године 1948, креће да се игра прво првенство Београда у рукомету. Рукометни савез Југославије се формира 1949. године. Године 1953. почиње да се игра првенства Југославије у малом рукомету у мушкој и у женској конкуренцији. Године 1955. почиње и да се игра Куп такмичење у Југославији.

## Историја развоја рукометне игре
Историја Рукомета у Србији до сада није у довољној мери истраживана. Постоје подаци из званичних публикација, као и у другим публикацијама и радовима, чији су аутори претежно из западних делова бивше Југославије. Наилази се на податке који указују да се рукомет у Србији игра после завршетка Другог светског рата. Према тим подацима иницијатива за развој рукомета у Србији се преписује инструкторима одбора за рукомет фискултурног савеза Хрватске. У омладинским радним акцијама (Шамац - Сарајево 1947.), они су одржавали течајеве за „изобразбу“ фискултурних инструктора, па и инструктора за рукометну игру. При свакој од 10 секција дуж огромног градилишта био је по један рукометни инструктор, а 1948. године формирана је рукометна чета у саставу спортске бригаде на Омладинској прузи Кучево - Бродица чији је руководилац био Војислав Војновић. Учешће у рукометној чети била је „легитимација“ да са повратком у својој средини могу радити на формирању рукометних секција при фискултурним и гимнастичким друштвима. Каније су ти инструктору по целој Србији оснивали разне рукометне клубове и секције и ширили развој ове игре уопште.
Заслуге за развој спорта у Србији, касније Југославији, у одређеној мери припадају и тадашњим студентима који су своје знање стицали у иностранству. Они су по доласку у домовину, са собом доносили и обележја тамошње културе, па отуда и спорта. Савремени спорт који је свој пут у Србију проналазио преко Словеније, Хрватске и Мађарске, даље се ширио преко школских организација, школског физичког васпитања и на друге начине.

### Предратни период
Поједини извори указују да се рукомет у Војводини играо и пре Другог светског рата, као и да се у неким Београдским школама ова игра играла и за време рата.
Према неким подацима 1930. године професор Владимир Јанковић увео је те године рукомет у школама, али је овај спорт привукао веома мали број следбеника. Затим, по казивању неких ученика гимназије на Топчидеру, професор гимнастике Емил Вукотић је у току 1938. до 1940. године упознавао ученике са рукометом игром, на часовима гимнастике као и ван школских наставних часова.

### Рукомет у периоду окупације од 1941—1945. год
Године 1941. оснива се „дамска“ секција за рукомет у СК "1913" (бивша Југославија). У чланку под насловом „Посета дамској секцији Ск 1913" говори се о постепеном престанку интересовања за хезену и покушају увођења хандбал-а (рукомета), међутим услед недовољног одазивања чланица уводи се кошарка. Чланак је обављен у листу „Понедељак“ од 10. новембра 1941. године. Исти лист у броју који излази 10. августа 1942. год., наводи васт да је БАСК (београдски аматерски спорт клуб) донео решење да оснује секцију рукомета за коју се показало велико интересовање. Наводи се како БАСК обнавља рад секције за рукомет. Затим 17. маја у истом листу 1943. год., упућен је позив члановима рукометне секције БСК да најдаље до 17. маја 1943. год., предају по две фотографије, како би могли да добију исказнице. Наводе се чак и имена чланова, којима је дотични позив упућен.
У доступним средствима информисања из поменутог периода, међутим, нема извештаја с утакмица, резултата и остаклих информација.

### Послератни период
Главни одбор Фискултурног савеза Југославије (ФИСАЈ), је по завршетку Другог светског рата, заједно у сарадњи са омладинским и синдикалним организацијама, почео рад на пројекту популаризације и развитка рукометне игре у Србији. Оснивају се бројне секције за рукомет, у периоду од 1947. год. до 1948. год., при тада постојећим фискултурним друштвима, као и при школама и радним организацијама. У оквиру ФИСАС-а, формирани одбор за рукомет је био скоро приморан да установи и систем такмичења, у тада новој рукометној игри. Рад на успостављању система такмичења је текао постепено. Да би се окупиле све секције организовани су, најпре, локални, а затим и регионални рукометни турнири. Због гласина да поједине секције постоје само „на папиру“, на рукометним турнирима локалног карактера проверавало се постојање секција. Половином фебруара, тачније 17. и 18. фебруара 1948. године организовано је прво Савезно саветовање о рукомету где је по задужењу Фискултурног савеза Србије присуствовао Војислав Војновић, тада члан организационог одбора ФИСАС-а, а касније дугогодишњи секретар као и потпредседник РСС и његов генерални секретар РСЈ. Он је један од најзаслужнијих особа за развој и утемељење рукометног спорта у Србији.
Први првак Србије у рукомету је добијен 1949. године. Познато је да је турнир одржан у летњим месецима, али се не може са сигурношћу утврдити које су екипе тада учествовале. Неке од екипа учесника које се помињу су: Црвена звезда (београд), Динамо (Панчево), Никшевић (Светозарево), ДИФ (Државни институт за фискултуру из Београда) и Железничар из Инђије (видети публикацију о развоју рукомета и хазене у Јагодини из 1998. године).
Формирање републичке лиге у јесен 1949. године, има велики допринос у развоју рукомета у Србији. Тако је за сезону 1949/1950. године формирана Српска рукометна лига, са својих 10 екипа.

### Формирање Рукометног савеза Србије
Рукометни савез Србије је формиран децембра 1949. године, са Јованом Цекићем на месту председника, као представника тадашњег комитета за фискултуру при влади НР Србије. Поред председника комитета изабрано је још 15 делегата за Скупштину РСЈ: РСС 3 делегата, Покрајински одбор РСС за Војводину 1 делегата, Обласни фискултурни одбор Космет 1 делегата, Спартак Суботица 1, Слога Нови Сад 1, Црвена звезда (Београд)1, Железничар Београд 1, Металац Београд 1, Раднички Београд 1, ДИФ Београд 1, Никчевић 1, Железничар Ниш 1 и Динамо Панчево 1 делегат. Рукометни савез Србије је од свог оснивања па надаље руководио развојем рукометног спорта у Србији. Његов рад се може сагледати на основу рукометних екипа из Србије, у такмичењима која су одржана у оквиру СФРЈ, броја репрезентативаца СФРЈ. броја екипа које су основане и доприноса развоју рукомета у оквиру СФРЈ. Рад РСС је био доста значајан за развој рукомета у Србији.
Рукометни одбор Београда формиран је Крајем септембра 1948. године је формиран Рукометни одбор Београда, на месту председника је изабран Фрањо Хорватић, а на месту секретара Рајко Петровић.
Године 1948. на Косову је формиран Обласни одбор за рукомет, а Рукометни Савез Косова настаје 1952. године.
Фискултурном савезу Војводине у Новом Саду најпре основа Одбор за спортске игре, а децембра 1949. године основан је Покрајински одбор РСС за Војводину, док се 1950. године оснива Рукометни савез Војводине.
Године 1950. на иницијативу РСС, ради боље координације и повезаности са секцијама и клубовима, пришло се оснивању општинских и среских рукометних одбора.

#### Оспособљавање и школовање рукометних стручњака у Србији
Све до 1950. године, школовање српских стручних рукометних кадрова углавном је организовано на тадашњим радним акцијама. Године 1950. у јулу и августу, РСС организује први рукометни курс у Србији, за рукометне инструкторе, у кампу Средње фискултурне школе из Земуна и ДИФ-а на Плавском језеру. Тада се први пут настава организује по посебном програму, где полазници у преподневним часовима слушају наставу из других спортских грана (веслање, пливање, борилачки спортови, гимнастике и др), а чији су предавачи били професори ДИФ-а и средње фискултурне школе из Земуна. У поподневним сатима се одржавала настава из програма намењеног рукомету. Војислав Војиновић је био руководилац курса, а наставник из рукомета Марјан Фландер. Испит из теоретског и практичног дела се полагао по завршеном курсу. Они који су успешно положили, добијали су дипломе рукометног инструктора. У ранијим годинама РСС је своје кадрове оспособљавао у институцијама као што су ДИФ, Средње фискултурне школе у Земуну и Приштини, Виша педагошке школе у Зрењанину, Факултети за физичко васпитање у Нишу, Новом Саду и Приштини, Савезном заводу за физичку културу Београд (касније Југословенски завод за физичку културу). Организацијом семинара и курсева, који су обезбеђивали стручно знање и усавршавање, РСС је на тај начин оспособио велики број квалитетних рукометних стручњака, који су даље само подизали квалитет рукомета на још виши ниво како у Србији тако и ван њених граница.

### Развој рукомета у Београду
17. децембра 1949.. године је основан Рукометни савез Београда, под именом Рукометни одбор при Фискултурном одбору Београда. Председника је био Фрањо Хорватић, а секретар Рајко Петровић. У Београду се рукомет прво играо у средњим школама, а крајем априла и почетком маја 1948. године организовано је прво првенство средњих школа. Касније су основани и први рукометни клубови у Београду то су: Црвена звезда, Металац, Београд, Железничар, Партизан, Триглав и други. Поред отворених терена за вежбање рукомета користиле су се сала СД Железничар у Савској улици, затим сала ДИФ-а у Делиградској 27, као и сала Прве женске гимназије. Фрањо Хорватић је тренирао играче и играчице Црвене звезде, рукометаше Партизана је тренирао Марјан Фландер, играче Железничара Бранислав Стефановић, док играчице Зоран Пантазис.
Велике заслуге припадају Рукометном одбору Београда за њихово активно учествовање у развоју рукометне игре у Србији. Тадашњи Београд је располагао великим бројем тренера, судија и инструктора. Најистакнутија имена су Војновић, Фландер и Хорватић. Прва међународна утакмица женских екипа одржана је у Београду, њени актери су били рукометашице Црвене звезде и репрезентација Данске. Као највећи успеси београдског рукомета убрајају се разне победе и трофеји Партизана и Црвене звезде у мушкој конкуренцији, као и велики успеси Радничког, ОРК Београда и Вождовца у женској конкуренцији.

#### Мушка конкуренција
Новембра 1948. године, београдске екипе су почеле са одигравањем рукометних утакмица за прво званично првенство Београда. Првенство се састојало од шест мушких екипа. Услед лоших временских услова, такмичења су после другог кола прекинута. Утакмице су се играле на игралишту Динама у Панчеву и игралишту Омладинских бригада на Новом Београду.

#### Женска конкуренција
У женској конкуренцији одиграна је само једна утакмица, њени актери су били Железничар – Београд. Рукомет је врло брзо стекао велику популарност. У периоду од 1949. до 1954. године се играо тзв. велики рукомет, који се играо на фудбалским теренима. У Београду су прве утакмице у великом рукомету одржаване код Ковнице (стари терен БАСК-а), затим на помоћном игралишту ФК Црвена звезда, на терену код Техничког факултета, на игралишту Радничког на Дорћолу и на терену Железничара, на месту данашњег Београдског сајма.

#### Први турнири
Први турнири почињу 1951. године, кад се организују турнири у малом рукомету (претеча модерног рукомета). Организатор ових турнира је био РК Раднички, док су се утакмице одигравале на терену Партизана на Малом Калемегдану. Ово такмичење је изазивало велико интересовање тадашњих Београђана, Наредне две године су биле више него плодне за развој рукомета у Београду, рукомет стиче велики број обожаваоца и поборника. Док 1955. године се доноси одлука о неговању само малог рукомета. Треба истаћи и да је рукомет тада, био нарочито омиљен међу дамама.

### Развој рукомета у Нишу
О самим почецима развоја рукомета у Нишу, нема сачуваних података. Зна се да је између два светска рата у Нишу била популарна одбојка и хазена. У току окупације од 1941—1945. године. у Нишу почиње да се игра и кошарка, коју су играли припадници Националне службе рада. Спортски клуб „Победа“ у току окупације (крајем 1942. године) формира секцију рукометних игара. Ово тело, ја како је писало у заглављу чланске карте, водило рачуна и радило на развитку и популаризацији одбојке, кошарке и рукомета. Нажалост подаци везани за те ране почетке развоја рукомета нису сачувани, што није и случај са кошарком и одбојком. Међутим, зна се према спортском листу „Спорт“ и дневном листу „Понедељак“, да је вођа рукометне секције био г. Миодраг Здравковић.

#### Дани великог рукомета
Рукомет почиње да осваја Ниш и да шири своју популарност 1948. год., када је одиграна пропагандна утакмица, у великом рукомету, између изабране екипе Ниша и ПК „Динама“ из Панчева. Убрзо почиње оснивање клубова у великом рукомету. Те екипе биле су: Железничар, Металац, Будућност, Динамо, Братство, Раднички, Авијатичар и Борац. Најорганизованији тимови били су Раднички и Будућност. Тако се у Нишу 1952. год., такмичи осам клубова. Експанзија рукометне игре се овде не завршава. Убрзо се формирају клубови Јединство из Нишке Бање и Напредак у Алексинцу.
Нишке екипе у великом рукомету, својевремено остварују велике спортске успехе и успехе на пољу популаризације ове игре у Србији. Тако на пример екипа РК Железничара, који је од свог оснивања 1949. године, па све до гашења лиге великог рукомета, у првенству Југославије, стално био у самом врху. Успеси тима утицали су на даље ширење и популаризацију ове игре у југоисточном делу Србије. Нажалост, ово није био случај када је реч о женском рукомету. Женска екипа РК Железничара која је учествовала у постојећем систему такмичења, гаси се, заједно са гашењем самог система такмичења.

#### Популаризација малог рукомета
У Нишу се од 1952. године игра мали рукомет. Такође прелаз с великог на мали рукомет представља период експанзије, како женског, тако и мушког рукомета у Нишу. У првим годинама свог постојања, мали рукомет не заузима значајније место у Југословенском рукомету. Његови почеци везују се за школе, предузећа, разне установе и војне јединице, који су сви скупа сачињавали огроман број рукометних екипа. Ваља издвојити екипе Железничара и Младости. Временом, мали рукомет губи свој префикс „мали“ и постаје подједнако прихваћен код омладине оба пола. Рукомет се развија на широким основама, што утиче и на пораст квалитета. Постепено се у мушком рукомету издваја РК Железничар, а у женском рукомету екипа РК ДИН.

### Развој рукомета у Војводини

#### Хазена и велики рукомет
У Војводини се још пре Другог светског рата играла хазена. После Првог светског рата југословенски студенти из Прага упознају спорт хазену, коју из Прага са собом доносе у Нови Сад. Овај спорт се играо, заједно са касније наметнутим великим рукометом још пре почетка оснивања рукометног савеза Војводине. Још далеке 1921. године, се при Спортском клубу Војводина оснива хазенашка секција. Даље се такве секције оснивају при тадашњим спортским клубовима, који су се састојали искључиво од фудбалских секција. Овакви случајеви се бележе у: Ади, Дебељачи, Кули, Суботици, Старој Кањижи, Вршцу и Великом Бечкереку (данас Зрењанин).
Прекид континуитета хазене долази услед Другог светског рата. У то време расцепкана Војводина, у периоду окупације, са више различитих окупатора, није имала шансу да сачува хазену. Инсистирањем Мађара, у Бачкој, хазене бива замењена од стране великог рукомета. Био је то и део потеза политичког призвука, јер је хазена спорт Словена. Самом чињеницом да је велики рукомет био наметнут од стране окупатора, изазивао и наилазио на отпор Војвођанског становништва. Ипак постојали су поједини градови, у којима се овај спорт играо за време окупације (Суботица, Апатин, Кула).
После ослобођења земље, хазена се поново враћа, пре свега код женске популације. Оживљавају се старије секције, којима се придружују и новоосноване секције. Међутим, овај талас не траје дуго, услед незадрживог надирања велики рукомета. Велики рукомет се најпре јавља у Суботици и Старој Кањижи.
Марта 1945. године у Новом Саду се одржава омладинско саветовање представника младих из Војводине. Том приликом се одлучује да се у свим срединама оснивају спортске организације. Ово касније резултује формирањем организација у којима је велики рукомет био међу најзаступљенијим спортским играма. Чак је претио да угрози и још, у то време непревазиђен рекорд фудбалске организације. Тих дана ничу и први клубови у Суботици, то су; Раднички, Бачка и Јован Микић - Спартак. Године 1945., у Суботици се одржава и прва женска међународна утакмица великог рукомета у Југославији после завршетка рата. У госте долази репрезентација демократске омладине Мађарске - Madis. Гошће тада побеђују домаћу екипу Спартака резултатом 9:1. Следеће године се одржава прво незванично првенство Војводине у Старој Кањижи. Редослед пласмана учесника првенства ит 1946. године гласи: 1. Слобода (Суботица), 2. Раднички (Суботица), 3. Потисје (Стара Кањижа) и 4. Братство (Ада). Ово првенство представља подстрек за нове спортске иницијативе. После првенства Војводине у Старој Кањижи, од 23. до 26. септембра 1948. године, у Суботици се одржава нова велика манифестација рукомета. То је Савезни турнир градова за женске екипе у великом рукомету, учешће узимају репрезентације Суботице, Загреба, Београда и Старе Кањиже. Прво место припало је репрезентацији Суботице, која је била састављена углавном од чланица Радничког спортског друштва Спартак.
Године 1948. за разлику од великог рукомета, хазена поседује већи број секција. По масовности и квалитету познате су биле хазенашке секције у Новом Саду (Слога), Ади (Братство), Дебељачи (Спартак) и Панчеву (Динамо). Међу њима најуспешнији тим је био тим Слоге, који је уз 18 победа у 1948. години освојио титулу првака Војводине. Подаци из тог периода говоре је новосадска екипа у одлучујућој финалној утакмици победила фаворизовани Спартак из Дебељаче, иначе једну од тада најпознатијих и најбољих екипа у Војводини. Касније Спартак је престао са деловањем као клуб, односно екипа се распала и расула по околним клубовима.
Временом, хазена полако ипак устукњује пред великим рукометом. Њега најпре прихвата женска радничка омладина. Иницијативног одбор Војводине за хазену и рукомет, касније се трансформише у Извршни одбор. Он на једном од својих првих састанака доноси закључак да се хазена даље не форсира у Војводини, а планом предвиђена такмичења хазенашких секција се отказују. Надаље, уследила је препорука да се хазенашке секције трансформишу у рукометне секције, којима ће пружати стручну помоћ инструктори Рукометног савеза Србије. Оваква одлука се прво извршава у Новом Саду, Инђији и Суботици.
Велики рукомет од 1948. године незадрживо напредује, са сталним ницањем нових екипа (као печурке после кише). У то време још нису постојале праве организације, нити организована стална форма окупљања, формирања и такмичења, али упркос свему, ова игра је брзо заживела, и наставила свој развој. У аналима војвођанског рукомета, стоје записани резултати тадашњих сусрета, који су исписивали прве странице спортске, рукометне историје, на тим просторима. Записани резултати гласе: Дебељача - Спартак 3:1; Ада - Стара Кањижа 4:5; Спартак - Грађански 4:4; Ранапоз - Спартак 10:1, итд.

#### Формирање Рукометног савеза Војводине
Све до 1948. године велики рукомет у Војводини није имао своју самосталну организацију, већ се налазио под окриљем Одбора за спортске игре Фискултурног савеза Војводине. После Другог конгреса Фискултурног савеза Југославије (1948. године) приступа се оснивању иницијативних одбора за поједине спортске гране. Заједнички иницијативни одбор за хазену и велики рукомет се формирају 25. фебруара 1949. год., да би 11. децембра 1949. дошло до оснивања Одбора Рукометног савеза Србије за Војводину, а нешто касније 1950. године се основа Рукометни савез Војводине.

##### Велики рукомет у женској конкуренцији
Покрајински одбор Рукометног савеза Србије за Војводину организује прво званично првенства Војводине за жене у великом рукомету. На Суботичком турниру (21/22. мај 1949.) учествовали су Спартак из Суботицае, Слога из Новог Сада), Пролетер из Зрењанина и Пролетер из Врбаса. Титулу осваја заслужено Спартак, друго место је припало Слоги из Новог Сада, зрењанински Пролетер је био трећи, а на четвртом месту Пролетер из Врбаса. Прве две екипе, својим спортским успесима су избориле право учешћа на првенству Србије у Београду, где је Спартак поново тријумфује, освојивши титулу испред београдског Железничара и београдске Црвене звезде.
Као првак Србије суботички Спартак учествује на првенству Југославије у Сарајеву, где осваја прво место у својој полуфиналној групи, док недељу дана касније у Београду осваја прву шампионску титулу Југославије, победом у финалној утакмици над рукометашицама Загреба, резултатом 5:3. Ово је био велики успех не само за суботичку екипу, већ и за војвођански рукомет уопште.

##### Велики рукомет у мушкој конкуренцији
Прво званично првенство Војводине у великом рукомету за мушкарце одржано је 24. маја 1949. године. Домаћин такмичења је био град Зрењанину. Шампиони Војводине постају рукометаши Динама из Панчева, пошто су у финалу, над зрењанинским Пролетером славили резултатом 2:1. Те исте године на првенству Србије, освајају треће место.

#### Формирање рукометних лига
Наредни корак био је регистрација играча што је водило ка пуноважној легитимацији, а секције потпуно прерастају у клубове. У току 1949. године рукометне секције се региструју следећим редом: Динамо из Панчева 30. марта, Железничар из Новог Сада 25. јуна, Јединство из Куле 5. августа, Спартак из Суботице, Слога из Новог Сада, Пролетер из Вршца и Пролетер из Зрењанина, сви истог дана - 9. августа, те Напредак из Сивца и Братство из Аде 3. августа. Септембра 1949. године је одржано првенство Војводине по двоструком бод-систему у обе конкуренције. Прваци су били екипе Јединства из Куле у мушкој конкуренцији и Братство из Аде код жена.
Развојем и популаризацијом рукометне игре, као и захваљујући једном броју ентузијаста, али и стручњака, велики рукомет је у сталном успону и масовност уз квалитет диктирају формирање јаких рукометних лига, које су у оно време биле углавном на територијалном принципу. Године 1951. постојале су Војвођанска лига за мушкарце и жене, Бачка лига за мушкарце, Српска лига за мушкарце и жене и Савезна лига за мушкарце са својих дванаест екипа и женска лига са шест екипа. У свим тим лигама се налазе и Војвођански клубови.
У то време у великом рукомету примећена је супремација Војвођанских клубова. Врх на табелама многобројних такмичења држе клубови из Војводине. Костур репрезентација Југославије сачињавају играчи и играчице из панчевачког РК Динамо и суботичког ЖРК Спартак. Поред својих заслуга за репрезентативне успехе, играчи ових тимова касније и учествују у оснивању нових клубова, или где постају тренери у Бачкој и Банату. Екипа Динама бива два пута првак Југославије у раздобљу од 1955. и 1957године, уз неколико других и трећих места. С друге стране екипа Спартака бива четири пута шампион Југославије (1949, 1953, 1954. и 1956. године), а три пута постаје вицешампион.

#### Популаризација малог рукомета
Нагли развој малог рукомета креће 1954. године, када мали рукомет постаје део средњошколског програма наставе физичког васпитања. Мали рукомет куца на сва врата, пре свега школска, затим на слободне просторе градских стадиона, касније и у јединицама ЈНА, што условљава потпуно повлачење великог рукомета. Убрзо ову игру прихватају чланови друштва за телесно васпитање Партизан и многе сеоске средине. Истина је да је село прихватило поред малог и велики рукомет, али оријентација Рукометног савеза Југославије, 1955 године, је била на малом рукомету. Био је то сигнал да се велики полако али сигурно, постепено гаси. Што се и реализује 1958 године., када престају сва такмичења у великом рукомету, а организациона, играчка и тренерска трансформација ипак није била једноставна и безболна. Захваљујући правилној оријентацији у стварању тренера и судија, рукометни покрет је у потпуности успео, што и доказује чињеница да је рукомет по својој "масовности" у Војводини био одмах иза фудбала. Рукомет је многим спортским центрима Покрајине (Суботица, Зрењанин, Каћ, Панчево, Ада) био и популарније од поменутог фудбала. У свом развоју мали рукомет је прво стекао равноправност с великим рукометом, да би га веома брзо и истиснуо са спортске сцене. У Војводини као време преокрета у корист рукомета се сматра 1955. година, али велики рукомет још увек успева да се одржи на савезним првенствима. Године 1956., рукомет се гаси у женској конкуренцији, док се у мушкој конкуренцији велики рукомет гаси две године касније.
Године 1951. учествовало је 1600 екипа са више од 16000 такмичара свих узраста и из свих средина: школе, ЈНА, ДТВ Партизан, раден организације. Оваква масовност неминовно доводи рукомет до квалитета и неопходних измена у систему такмичења, а од 1962. године и до формирања Друге источне и западне савезне рукометне лиге. На овај начин се водило рачуна о подизању квалитета игре, али не превише и о трошковима такмичења који су и за тадашње прилике били превисоки. С обзиром на ту чињеницу, разумљив је и кратак век ових лига. Основни степени такмичења ишли су од општинских преко зонских до Војвођанске лиге. Почетком шездесетих година у савезним лигама се постоје четири екипе, а то су: У женској конкуренцији Спартак из Суботице, Пролетер из Зрењанина, Славија из Новог Сада и Текстилац (касније Динамо) из Панчева. С друге стране у мушкој конкуренцији имамо Динамо из Панчева и Вулкан из Зрењанина, који је одмах и испао из Прве савезне лиге. Крајем осамдесетих година у женској Првој савезној лиги играју четири војвођанске екипе, а то су: Динамо (Панчево), Халас Јожеф (Ада), Бане Секулић (Сомбор) и Минел (Зрењанин), док су у мушкој конкуренцији наступале три екипе: Пролетер Нафтагас (Зрењанин), Црвенка и Југовић (Каћ).
Сезоне 1965/66. године одлуком Извршног одбора Рукометног савеза Војводине први степен такмичења су општинске и међуопштинске лиге. Оне у просеку се састоје са по 7 екипа, што је чинило укупно 252 мушких и 120 женских екипа у чак 24 различитих лига на подручју Војводине. Другим степеном сматране су регионалне лиге са својих 12 клубова, и то су Исток, Север и Југ са седиштем такмичарских комисија у граду Зрењанину, Суботици Новом Саду . Трећи степен такмичења је чинила Војвођанска лига са својих 12 мушких и 10 женских екипа.
Северна српска лига (и са екипама из Војводине) је формирана за тимове који су квалитетом превазишли остале као четврти степен такмичења. Пети степен била је Јединствена српска лига, а шести и највиши ранг такмичења је била Прва савезна лига. Са оваквим системом такмичења, који је имао низ предности, али и своје недостатке (јер је пут од првог до шестог степена временски био дуг) најбољим екипама је требало, у идеалним условима да стигну до врха пуних шест година. Овакав систем је потенцијално могао да има негативан утицај на квалитет такмичења, али и на њену масовност. Због тога је већ наредних година дошло до реорганизације система такмичења у тадашњој Југославији, као и на територији Војводине, с разликом што се овог пута водила брига о смањивању трошкова путовања као и боравка. Све наведене промене имале су позитиван одјек како код играча, тако и код све бројнијих гледалаца.

## Организација великих међународних такмичења у Србији

### Светско првенство 1957. године, Београд
- Прво Светско првенство у рукомету за жене је одржано Београду од 13. до 20. јула 1957. године. [тражи се извор]

### Светско првенство за жене 1973. године, Београд[тражи се извор]
- Организација петог Светског првенства у конкуренцији жена, на коме је наша земља као домаћин освојила златну медаљу.[4]

### Европско првенство за кадете 2004. године, Србија
- У Београду је 2004. године одржано Европско првенство за кадете (играчи до 18 година) на коме је Србија освојила златну медаљу.

### Европско првенство у рукомету 2012. године, Србија
- Европско првенство у рукомету 2012. године, на коме Србија узима сребрну медаљу.

### Светско првенство у рукомету - жене 2013. године, Србија
- Светско првенство у рукомету за жене 2013. одржано је у Србији од 6. до 22. децембра 2013. године.[6][7]

## Успеси нашег националног тима на међународним рукометним такмичењима

### Мушкарци

#### Златне медаље
- Олимпијске игре 1972. у Минхену;
- Олимпијске игре 1984. године у Лос Анђелесу;
- Светско првенство 1986. године у Швајцарској.[8]

#### Сребрне медаље
- Светско првенство 1982. године у СР Немачкој;
- Европско првенство 2012. у Београду.[8]

#### Бронзане медаље
- Олимпијске игре 1988. у Сеулу,
- Светско првенство 1974. године у ДР Немачкој;
- Светско првенство 1980. године у Француској;
- Европско првенство 1996. године у Шпанији;
- Светско првенство 1999. године у Египту;
- Светско првенство 2001. године у Француској;[8]

### Жене

#### Златна медаља
- Олимпијске игре 1984. у Лос Анђелесу;
- Светско првенство 1973. године у Југославији.[8]

#### Сребрна медаља
- Олимпијске игре 1980. године у Москви;
- Светско првенство 1965. у ДР Немачкој;
- Светско првенство 1971. у Холандији;
- Светско првенство 1990. године у Сеулу;[8]
- Светско првенство 2013. године у Србији.

#### Бронзана медаља
- Светско првенство 1957. у Југославији;
- Светско првенство 1982. године у Будимпешти;
- Светско првенство 2001. године у Италији.[8]

## Српски клубови у југословенским такмичењима

### Српски прваци за време Југославије

#### Мушкарци
Прваци Југославије са територије Србије у мушкој конкуренцији били су: 
- Црвена звезда: 1955, 1956, 1996, 1997 и 1998. године,
- Партизан из Београда: 1993., 1994, 1995. и 1999. године.
- Динамо Панчево је 1955. године и 1957., године био шампион у великом рукомету
- Црвенка: је био шампион 1969. године.
- Металопластика Шабац: 1982., 1983., 1984., 1985., 1986., 1987. и 1988. године.[9]
- Пролетер Зрењанин: 1990. и 1992. године.[3]

#### Жене
Прваци Југославије са територије Србије код жена били су: 
- Спартак Суботица 1948., 1949., 1953., 1954., 1956. године. у великом рукомету и 1957., 1960. и 1963. године u рукомету.
- Железничар Београд 1954. године.
- ОРК Београд 1961. године.
- Вождовац Београд 1971. и 1988. године.
- Раднички Београд 1972., 1973., 1975., 1976, 1977, 1978, 1979, 1980, 1981, 1982, 1983, 1984, 1986, 1987 и 1989. године.[3]

### Српски освајачи купа за време Југославије

#### Мушкарци
Металопластика Шабац: 1980., 1983., 1984. и 1986. године.

## Српски клубови

### Мушкарци
У конкуренцији мушкараца са територије Србије учествовали су следећи клубови у прволигашким такмичењима: Црвена звезда (Београд),Партизан (Београд), Војводина (Нови Сад), Југопетрол Железничар (Ниш), Динамо (Панчево), Црвенка, Дубочица (Лесковац), Металопластика (Шабац), Пролетер (Зрењанин), Југовић (Каћ), Врбас, Кикинда, Железничар (Београд), Синтелон (Бачка Паланка), Епоксид (Прибој), Борац (Урошевац), Металац (Ваљево), Шамот (Аранђеловац), Рудар (Костолац), Апатин, Јагодина, Стари Град (Београд), Кристал (Зајечар), Жупа (Александровац), Врање, Север (Суботица), Граднулица (Зрењанин), Херцеговина (Сечањ), Обилић (Београд), Хајдук Вељко (Неготин), Колубара (Лазаревац), Раднички (Бајмок), Раднички (Београд), Потисје (Ада), Металац (Футог), Срем (Шид), Фадип (Бечеј), БАСК (Београд), Обилић (Приштина), Рас (Нови Пазар), Божур (Гњилане), Куршумлија, Елан (Србобран), Студенски град (Београд), Раднички (Крагујевац), Јединство (Качарево), Вулкан (Зрењанин), Раковица (Београд), Трепча (Косовска Митровица), Синђелић (Београд), Милиционер (Нови Сад), ПКБ (Београд), Златар (Нова Варош), Рума, Слога (Пожега), ...

### Жене
Кад је реч о женским клубовима, у прволигашкој конкуренцији, са територије Србије, такмичили су се: Партизан (Београд), Војводина (Нови Сад), Црвена звезда (Београд), ОРК Београд, Вождовац (Београд), Раднички (Београд), Спартак (Суботица), Динамо (Панчево), Сомбор, ДИН (Ниш), Нови Сад, Железничар (Београд), Пролетер (Зрењанин), Халас Јожеф (Ада), Напредак (Крушевац), Медицинар (Шабац), Јагодина, Темерин, Књаз Милош (Аранђеловац), Хајдук Вељко (Неготин), Алексинац, Слодес (Београд), Ната Дугошевић (Кучево), Бор, Раднички (Обреновац), Раднички (Ковин), Срем експрес (Сремска Митровица), Нопал (Бачка Паланка), Врбас, Студент (Крагујевац), Металац (Ваљево), Кикинда, Типопластика (Горњи Милановац), Савски Венац (Београд), Славија (Нови Сад), ЕИ Младост (Ниш), Углед Комерц (Нови Сад), Раднички (Бајмок), Крагујевац, Пионир (Суботица), Лозница, Јумко (Врање), КТК (Зајечар), Пожега, Бамби (Пожаревац), Дејан (Петроварадин), Раднички (Свилајнац), Ужице, Младост (Бач), Литопапир (Чачак)...

## Српски клубови у међународним такмичењима

### Мушкарци
РК Металопластика Шабац: 
- Куп европских шампиона: Освајачи 1985. и 1986. и финалисти 1984 године.
- Међународни турнир шампиона Добој: Освајачи 1983. и 1986. године.
- Међународни турнир Струга: Освајачи 1986. године.[9]

РК Југовић: 
- ЕХФ Челенџ куп: Освајачи 2001. године.

РК Железничар Ниш: 
- ЕХФ Куп победника купова: Финалиста 1978. године.

### Жене
ЖРК Наиса: 
- ЕХФ Челенџ куп: Освајачи 2007. године.

## Такмичења
Координатор и организатор рукометних такмичења у Србији обавља Рукометни савез Србије, тело које управља следећим такмичењима и тимовима:

### Лиге

#### Мушкарци
- Супер рукометна лига Србије
- Прва рукометна лига - Центар
- Прва рукометна лига - Исток
- Прва рукометна лига - Запад
- Друга рукометна лига - Центар
- Друга рукометна лига Златибор
- Друга рукометна лига Копаоник Крушевац
- Друга лига Морава
- Прва рукометна лига - Исток
- ТРЛС "Срем-Јужна Б."
- ТРЛС "Бачка-Срем"
- ТРЛС "Бачка"
- ТРЛС "Банат"
- ТРЛС "Јужни Банат"

#### Жене
- Супер рукометна лига Србије жене
- Прва рукометна лига жене - Центар
- Прва рукометна лига жене - Исток
- Прва рукометна лига жене - Запад
- Друга рукометна лига жене - Центар

### Куп

#### Мушкарци
- Куп Србије
- Куп Војводине

#### Жене
- Куп Србије
- Куп Војводине

## Репрезентације

### Мушкарци

#### Рукомет
- Репрезентација Србије
- Репрезентација Србије до 21. године
- Репрезентација Србије до 20 година
- Репрезентација Србије до 17 година

#### Рукомет на песку
- Репрезентација Србије

### Жене

#### Рукомет
- Репрезентација Србије
- Репрезентација Србије до 21. године
- Репрезентација Србије до 19 година
- Репрезентација Србије до 17 година

#### Рукомет на песку
- Репрезентација Србије

## Истакнути репрезентативци Србије у рукомету

### Мушкарци
- Момир Илић
- Драган Шкрбић
- Ненад Перуничић
- Предраг Перуничић